# Jean Bayless
Jean Bayless (Londra, 29 giugno 1932 – Birmingham, 6 febbraio 2021) è stata un'attrice teatrale e cantante britannica, nota soprattutto come interprete di musical.

## Biografia
Nata nel quartiere londinese di Shoreditch, Jean Bayless fu costretta a lasciare la capitale britannica per sfuggire ai bombardamenti nazisti durante la seconda guerra mondiale e trascorse l'adolescenza prima a King's Lynn e poi a Blackpool, dove si avvicinò al mondo dello spettacolo. Dopo essere tornata a Londra, la Bayless ottenne una borsa di studio per l'Italia Conti Academy of Theatre Arts, dove studiò accanto a Millicent Martin, Anthony Newley e Nanette Newman. Nel 1948 fece il suo debutto nel West Londinese per recitare nel musical Where The Rainbow Ends al Cambridge Theatre, il cui palco tornò a calcare l'anno successivo nella rivista Sauce Tartare, in cui la Bayless si esibiva accanto a una giovane Audrey Hepburn.
Durante gli anni cinquanta si affermò come una delle maggiori interpreti di pantomime a Londra, recitando accanto a nomi importanti della comicità inglese come Jimmy Jewel, Ben Waris, Norman Evans e Terry-Thomas. Durante questo decennio si esibì anche in lunghe tournée nel Medio Oriente e in Corea per intrattenere le truppe dispiegate in quelle zone. Nel 1955 fece il suo debutto a Broadway per rimpiazzare Julie Andrews nel ruolo principale del musical The Boy Friend, nel cui cast rimase per tre mesi e a cui seguì due anni di tournée in varie città statunitensi. Nel 1961 ottenne il suo successo maggiore quando fu scelta per interpretare la protagonista Maria Augusta Trapp nella prima britannica di The Sound of Music al London Palladium. Il musical fu un successo e la Bayless rimase nel cast per due anni ininterrotti di repliche.
Dopo il trionfo di The Sound of Music, Jean Bayless tornò a recitare in numerose commedie musicali nel Regno Unito, tra cui Lilac Time, The World and Music of Ivor Novello (1965), The Dancing Years (1968), King's Rhapsody (1972) e Perchance to Dream (1985). Successivamente, l'attrice continuò a recitare in pantomime, produzioni regionali e music hall, per poi esibirsi in una tournée del varietà The Golden Years of Music Hall che attraversò il Sudafrica per quattro mesi. Dopo che un'operazione alla gola le danneggiò le corde vocali e pose fine alla sua carriera musicale, la Bayless continuò a recitare nel teatro di prosa, apparendo, tra gli altri, nella commedia Gigi, Spirito Allegro di Noel Coward e nella farsa No Sex Please, We're British al Garrick Theatre del West End londinese (1987).
Sposata con David Johnson, Jean Bayless ebbe due figli, Daniel ed Adam, e morì nel febbraio 2021 a causa di un tumore alle ossa. Aveva 88 anni.